# داگامپیتیا
داگامپیتیا (به لاتین: Dagampitiya) یک منطقهٔ مسکونی در سری‌لانکا است که در استان مرکزی (سری‌لانکا) واقع شده‌است.